# Tir à vue (film)
Tir à vue est un film français sorti le 5 septembre 1984, réalisé par Marc Angelo avec, dans les rôles principaux, Laurent Malet, Sandrine Bonnaire et Jean Carmet.
Il met notamment en scène un suicide par police interposée.

## Distribution
- Laurent Malet : Richard
- Jean Carmet : L'inspecteur Robert Casti
- Sandrine Bonnaire : Marilyn
- Michel Jonasz : L'inspecteur Daniel Galo
- Claudia Coste : ?
- Marie-Françoise Frelat : L'employée des Bains-Douches
- Helena Henriksson : ?
- Sonia Laroze : ?
- Christine Pignet : ?
- Tatiana Vialle : ?
- Jean-Marie Balembois : ?
- Frédéric Berthereau : Le gosse
- Jean-Claude Bouillaud : Blanchard
- Jacques Burloux : Le pompiste
- David Kodsi : ?
- François Landry : ?
- Pierre Londiche : Le substitut
- Max Morel : ?
- Yves Mourot : ?
- Eric Picou : Le gandin
- Michel Stano : L'inspecteur Vidal
- Salah Teskouk : Salem